# Шишман, Симон
Семён (Симон) Борисович Шишман (30 июня 1909, Симферополь — 22 февраля 1993, XII округ Парижа) — современный караимский автор и издатель.

## Биография
Родился в Симферополе в семье, известной своей общественной деятельностью. Позже с родителями поселился на постоянной основе в Вильнюсе, где в 1928 году окончил неполную среднюю школу. Затем учился до 1933 года на химическом факультете университета имени Стефана Батория в Вильно, а затем стал ассистентом кафедры химии. В 1936 году переехал в Варшавау, где работал в Радиевом институте. С 1944 года в эмиграции. С 1949 года и до самой смерти жил в Париже, где учился в Высшей школе социальных наук на историко-филологическом семинаре. Редактор «Бюллетеня караимских исследований» (Bulletin d'études Karaïtes) с 1989 года. Принадлежал к Польскому историко-литературному обществу в Париже, а также был местным членом-корреспондентом Польского общества искусств и наук за рубежом.
Написал обширное исследование о караимах, которое имеет признанное значение для современного караимоведения. С 1973 года и до самой смерти публиковал несколько изданий «Bulletin d'études Karaïtes».
Приверженец теорий, сформулированных Авраамом Фирковичем и Симхой Бабовичем. До самой смерти критиковал теорию о караимизме как религиозном течении иудеев. В статье 1989 года «Разве караимам суждено быть непонятыми?» («Les Karaïtes sont-ils destinés à être méconnus?») обвинял раввинистов в уничтожении караимской общины в Египте, эмигрировавшей в Израиль, и во всех несчастьях, которые испытали на себе караимы.
Неоднократно критиковал караимов, идентифицирующих себя евреями (главным образом караимов Востока), обвиняя их в «отсутствии уверенности в своих силах», а также отрицательно относился к сионизму, поскольку считал, что «их лидеры тщетно стремились подавить идеи караимизма на протяжении больше двух тысяч лет» (термин «сионизм» применим здесь к еврейским общинам в целом). Евреи-раввинисты обвинялись Шишманом в «материальном разрушении» караимов Польши и Литвы.

## Семья
Отец — Борис (Барух) Шишман (1877, Троки — 1952, Варшава), сын виленского табачного фабриканта из Крыма Якова Иосифовича Шишмана (1838—1900), торговец табачными изделиями и предприниматель.
Мать — Ирина (Ревека) Шишман (урожд. Койчу; 1882, Севастополь  — 1978, Варшава), дочь Эфраима Койчу и Эстер Шишман. 
Брат — Михаил Шишман (1910, Варшава — 2002, там же).
Сестра — Тамара Шпаковская (урожд. Шишман; 1913, Вильна — 2010, Варшава), библиотечный работник, была замужем за геодезистом Михаилом Шпаковским (1912—1945), погибшим от рук бандитов в Подкове-Лесьне.
Родители, брат и сестра похоронены на Варшавском караимском кладбище.